# Everardo Alvarez da Cruz Filho
Everardo Luiz Alvares da Cruz Filho (Rio de Janeiro, 31 maggio 1926 – Rio de Janeiro, 23 maggio 2003) è stato un pallanuotista brasiliano.
Ha partecipato, come membro del Brasile, alle Olimpiadi di Roma 1960, partecipando al torneo di pallanuoto, assieme al fratello Rolando.
Ha vinto 2 bronzi ai Giochi panamericani del 1955 e del 1959.